# نقض حقوق بشر توسط سیا
این مقاله فعالیت‌های ناقض حقوق بشر توسط آژانس اطلاعات مرکزی حکومت فدرال ایالات متحده آمریکا را بررسی می‌کند.

## اصول کلی

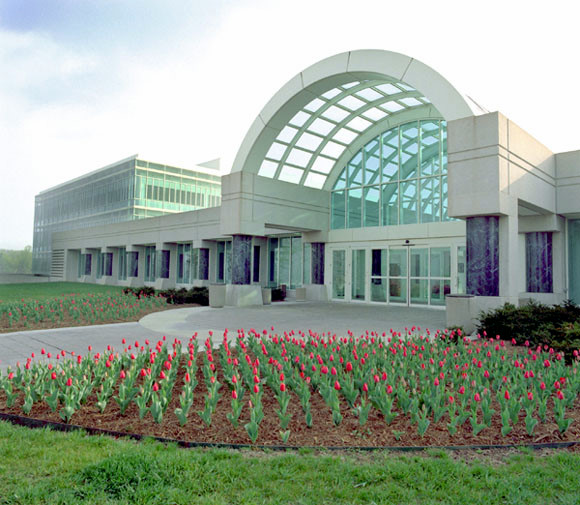
ورودی مقر فرماندهی سازمان

در سال ۲۰۰۳، پاتریشیا درین، که به عنوان دستیار وزیر امور خارجه در امور حقوق بشر در اداره کارتر کار می‌کرد، نوشت: "از طریق این سازمان‌های نظامی و اطلاعات آمریکا، دولت ایالات متحده یک پیام خطرناک و دوگانه ارسال می‌کند. اگر این ادامه یابد، تمام سیاست حقوق بشر ما را نابود خواهد کرد.»
برای درک نقش CIA در حقوق بشر، مشکلات اخلاقی چالش‌برانگیزی وجود دارد. جان اسکاتول، افسر سیا که آژانس را ترک کرد و به یک منتقد اجتماعی تبدیل شد، گفت: «اعضای سیا در سن سالوادور با رهبران پلیس و افرادی که گروه‌های مرگ را اداره می‌کنند و با آنها ارتباط برقرار می‌کنند، آنها را در کنار استخر شنا در ویلاها ملاقات می‌کنند. این یک رابطه پیچیده و متمدنانه است؛ و آنها در مورد فرزندانشان صحبت می‌کنند که در UCLA یا هاروارد و سایر مدارس به مدرسه می‌روند و آنها دربارهٔ وحشت از چیزی که می‌خواهد اتفاق بیفتد، صحبت نمی‌کنند. آنها وانمود می‌کنند که چنین چیزهایی درست نیست.»
Florencio Caballero، یک بازپرس سابق ارتش هندوراس، گفت که او توسط آژانس اطلاعات مرکزی، آموزش دیده‌است که نیویورک تایمز با گزارشی از مقامات ایالات متحده و هندوراس آن را تأیید کرده‌است. بیشترین میزان اعتبار او توسط سه مقام آمریکایی و دو تن هندوراسی تأیید شده‌است و ممکن است به‌طور کامل معلوم شود که چگونه ارتش و واحدهای پلیس مجاز بودند تا گروه‌های مرگ را در فعالیت‌هایی چون بازجویی و کشتن مظنونین چپ‌گرا، سازماندهی کنند. او گفت که در حالی که مربیان آرژانتینی و شیلی آموزش آدم‌ربایی و تکنیک‌های نابودی را در ارتش هندوراس انجام می‌دادند، سیا صریحاً استفاده فیزیکی از شکنجه یا ترور ممنوع کرد.

## شکنجه و تسلیم
پس از حملات ۱۱ سپتامبر، سازمان سیا درگیر شکنجه بازداشت شدگان در موقعیت سیاه، تحت کنترل سازمان شد و آنها را برای شکنجه شدن در اختیار دولت‌های محلی به شیوه‌های ناقض قوانین بین‌المللی و ایالات متحده قرار داد.
وجود سایت‌های سیاه در ابتدا توسط واشینگتن پست در ماه نوامبر ۲۰۰۵ منتشر شد و سپس توسط سازمان‌های غیردولتی حقوق بشر گزارش گردید. همچنین جورج دبلیو بوش، رئیس‌جمهور ایالات متحده، به وجود زندان‌های مخفی که توسط سیا اداره می‌شوند در سخنرانی ۶ سپتامبر ۲۰۰۶ اشاره کرد.
مقامات دولتی، از جمله دستیار معاون دادستان کل جان یو و همچنین محققان برجسته حقوق بشر مانند الن درشویتس به‌طور عمومی از شکنجه کردن مظنونین تروریستی توسط سیا دفاع کرده و آن را توجیه کردند.

## آموزش نیروهای پلیس
قبل از سال ۱۹۷۳، دولتها عمدتاً به دلیل نگرانی دربارهٔ اثرات منفی رفتارهای کمونیستی، با نیروهای امنیتی داخلی مانند پلیس ملاقات می‌کردند. نقش پلیس و نیروهای نظامی تضعیف شده بود. کمک ایالات متحده به پلیس خارجی در اوایل ۱۹۵۰ آغاز شد، و در اوایل ۱۹۶۰ افزایش یافت در حالی که دولت کندی در مورد رشد فعالیت‌های شورشیان کمونیست نگران شد و یک برنامه امنیت عمومی در آژانس توسعه بین‌المللی آمریکا (AID) برای آموزش پلیس خارجی بناگذاری کرد. تا سال ۱۹۶۸ ایالات متحده ۶۰ میلیون دلار در سال برای آموزش پلیس در ۳۴ کشور در زمینه‌هایی مانند تحقیقات جنایی، گشت زنی، بازجویی‌ها و تکنیک‌های ضد شورش، کنترل شورش، استفاده از سلاح و دفع بمب هزینه کرد. در اوایل دهه ۱۹۷۰، کنگره از عدم وجود خط مشی‌های روشن و استفاده از بودجه برنامه‌ها برای حمایت از رژیم‌های سرکوبگر که اعمال ناقض حقوق بشر را انجام می‌دادند، ابراز نگرانی کرد. در نتیجه، کنگره صریحاً اعلام کرد که برای ایالات متحده حمایت از هر سازمان پلیس خارجی غیرممکن است.ممکن است که سیا و اطلاعات ارتش، با عملیات منابع حفاظت نیروی اطلاعاتی برای جمع‌آوری اطلاعات پلیس محلی روابطی داشته باشند.

## آزمایش بر روی انسان
پروژه ام‌کی‌اولترا کدنامی بود برای برنامه‌های تحقیقاتی ذهن کنترل سازمان سیا که در سال ۱۹۵۰ آغاز شد و عمدتاً شامل آزمایش داروها و دیگر محرکهای شیمیایی، بیولوژیکی و رادیولوژیکی بر روی انسان‌های داوطلب یا ناآگاه می‌شد.